# 아플라즈 관개 시설
아플라즈 관개 시설은 오만의 동북부 바티나 지방과 샤르키야 지방에 걸쳐있는 관개 시설이다.
오만에서는 아직까지 3000여 개의 관개수로가 사용되는데 그 중 다섯 곳의 관개시설이 2006년 세계문화유산으로 지정되었다. 관개 수로의 기원은 서기 500년 경으로 여겨지는데, 고고학적인 근거에 의하면 기원전 약 2500년 경부터 이용되었을 것으로 보인다. 지하수를 끌어올린 뒤 중력을 이용하여 물을 공급하는데, 공동체 상호간의 노력과 천체관측을 통하여 각 도시와 마을에 공정하게 물이 분배될 수 있도록 관리된다.
다수의 망루를 세워 관개시설을 지킬 수 있도록 하였는데, 이는 관개시설에 대한 지역사회의 의존도를 보여준다. 지하수의 수위가 낮아져 문제가 생기는 경우들과는 달리 아플라즈 관개시설은 땅을 잘 보존하면서 이용하는 형태를 보여준다.

## 같이 보기
- 세계유산 (분류)
- 관개